# Dino Monduzzi
Dino Monduzzi, italijanski rimskokatoliški duhovnik, škof in kardinal, * 2. april 1922, Brisighella, † 13. oktober 2006.

## Življenjepis
22. julija 1945 je prejel duhovniško posvečenje.
18. decembra 1986 je bil imenovan za naslovnega škofa Capreae in za prefekta Prefekture papeškega gospodinjstva; 6. januarja 1987 je prejel škofovsko posvečenje. S položaja prefekta se je upokojil 7. februarja 1998.
21. februarja 1998 je bil povzdignjen v kardinala in imenovan za kardinal-diakona S. Sebastiano al Palatino.